# Budapest elpusztult nevezetes IX. kerületi épületeinek listája
Az alábbi lista Budapest elpusztult nevezetes IX. kerületi épületeit sorolja fel. A források hiánya miatt az összeállítás lista nem tekinthető teljesnek.

## A lista
| Név                                                                           | Építés ideje | Elpusztulás ideje | Elhelyezkedés                              | Tervező                        | Megjegyzés | Kép |
| ----------------------------------------------------------------------------- | ------------ | ----------------- | ------------------------------------------ | ------------------------------ | --- | --- |
| Régi ferencvárosi plébániatemplom                                             | ?            | 1865              | Bakáts tér                                 |                                | Helyére épült az Assisi Szent Ferenc-templom. |     |
| Pesti Molnárok és Sütők Részvénytársaság gőzmalma                             | 1868         | 1933              | Soroksári út 80. (ma 14.)                  |                                | |     |
| Flóra Gyertyagyár                                                             | 1868         | 1990-es évek      | Soroksári út 33.                           |                                | Elbontották, OBI áruház épült a helyére. |     |
| Első Pesti Spódium- és Enyvgyár Rt.                                           | 1868         | 1990-es évek      | Csont utca                                 |                                | Épületeit a terület 1990-es évekbeli rendezésekor elbontották. |     |
| Honvédmenház                                                                  | 1872         | 1944              | Soroksári út 114.                          | Lechner Ödön és Pártos Gyula   | Az 1944-es bombázásokban pusztult el. |     |
| Budapesti Marhaközvágóhíd                                                     | 1872         | 2019              | Soroksári út 58.                           | Hermann von der Hude           | Bár az üzem már 1984-ben megszűnt, épületei további 30 éven át megmaradtak. A területet kisebb vállalatok használták. A 2010-es években lakóparképítés során az épületek túlnyomó részét elbontották.                                                                                                 |     |
| Marhavásártér                                                                 | 1872 után    | 2000-es évek      | Mester utca–Vágóhíd utca találkozásánál    |                                | Közvetlenül a Közvágóhíd mellett feküdt. Használata az 1980-as években megszűnt. Terület hosszú időn át üresen állt. A Google kamera 2014-es felvételén még ez az állapot látható. A következő 2019-es állapotát már a felépült lakóparkot mutatja.                                                   |     |
| Budapest-Fővámház teherpályaudvar                                             | 1874         | 1929              | A Fővámház udvarán, annak hossztengelyében |                                | A fejállomás Budapest és környékének vámkezelését szolgálta |     |
| Hedrich & Strauss Királymalma                                                 | 1880         | 2008              | Soroksári út 104. (ma 44.)                 |                                | |     |
| Budapest-Dunapart teherpályaudvar                                             | 1880–1883    | 1992              | Soroksári út                               |                                | A rendszerváltás után lecsökkent forgalmú pályaudvar helyére tervezték a Bécs–Budapest világkiállítást. A pályaudvart elbontották, azonban a világkiállítás később nem valósult meg. A pályaudvar területére később lakó- és irodaházak, kulturális létesítmények épültek (Millenniumi városközpont). |     |
| Az egyik Közraktár                                                            | 1881         | 1945 körül        | Fővám tér 11-12.                           | Basch Gyula és Krajovics Lajos | Eredetileg 4 közraktár épült, azonban egy elpusztult a második világháború alatt. A másik hármat az ezredfordulót követően felújították, és ráépítették a „Bálna” üvegcsarnokot. |     |
| Elevátor-ház                                                                  | 1883         | 1948              | déli rakpart                               | Ulrich Keresztély              | Megsérült a II. világháborúban, ezért 1948-ban elbontották. |     |
| Ferencvárosi I. számú Gázgyár                                                 | 1884         | 1921 után         | Koppány u.                                 | Kéler Napóleon, Pucher József  | Az üzem 1921-re beszüntette a működését. Épületeit később elbontották, helyén ma Tesco hipermarket található. |     |
| Weiss Manfréd Első Magyar Konzerv- és Ércárugyár                              | 1885         | 1990-es évek      | Soroksári út–Máriássy utca találkozása     |                                | A Rákóczi-híd építése során bontották el. |     |
| Vágóhíd kocsiszín                                                             | 1887         | 2000              | Soroksári út 60.                           |                                | A területen üzemelt a Ráckevei HÉV kocsiszínje is. Teljes mértékben elbontották, a területen a létesült az ún. Kvassay áttörés (Kvassay út átvezetése). | ,   |
| Pestszentlőrinci vasút indóháza és kocsiszíne                                 | 1890-es évek | n. a.             | Üllői út 115.                              |                                | |     |
| Budapesti Sertésközvágóhíd                                                    | 1897–1902    | 2000-es évek      | Külső Mester utca                          | Mihályik István                | 1930–1932-ben egy nagyméretü csarnokot (Sertésvásárcsarnok) is emeltek a területen. Az épületeket elbontották. Kettő maradt meg műemléki védelem miatt: a Sertésvásárcsarnok és a telep víztornya. |     |
| Ferencvárosi II. számú Gázgyár                                                | 1898         | 1927 után         | Koppány u.                                 | Pucher István                  | A terület továbbra is a gázgyárak jogutódja, az MVM Zrt. tulajdonában van, annak dél-pesti telephelyeként működik. A régi épületek egy kivételével ebontásra kerültek. |     |
| I. Ferenc József laktanya                                                     | 1898         | 2008              | Üllői út 131.                              | Benedicty József               | Helyén ma az MVM Dome (Budapesti Multifunkcionális Sportcsarnok) áll. |     |
| Semmelweis Egyetem II. Számú Szülészeti és Nőgyógyászati Klinika (I. épület)  | 1898         | 1960-es évek      | Üllői út 78/a.                             | Kauser József                  | Az épületet az 1960-as években bontották helyre. Helyére – ma már szintén nem álló – kórház épült. | ,   |
| „Hangya” szövetkezet áruháza                                                  | 1905         | 2006              | Budapest, Közraktár utca 32.               | Schmahl Henrik                 | 2006-ban elbontották. |     |
| A Magyar Köztisztviselők Fogyasztó Szövetkezetének üzletháza                  | 1906         | 1940              | a Mester utca és a Tinódi utca sarkán      | Sándy Gyula                    | |     |
| Illatos úti szükséglakás-telep (közkeletű nevén „Dzsumbuj”)                   | 1937–1938    | 2005–2014         | 1097 Budapest, Illatos út 5.               |                                | |     |
| Semmelweis Egyetem II. Számú Szülészeti és Nőgyógyászati Klinika (II. épület) | 1960-es évek | 2014 után         | Üllői út 78/a.                             |                                | Az épületet a 2000-es években bontották helyre. Helyére újabb (III.) kórház épült. |     |
| Kultiplex Művelődési Ház                                                      | ?            | 2008              | Kinizsi utca 28.                           |                                | A Tilos Rádió egykori székhelye, azelőtt Kinizsi Mozi. 2008-ban lebontották a Ferencvárosi Önkormányzat egyik ingatlanüzlete miatt. Helyével a mellette lévő kis park bővült. |     |